# María Luisa Muñoz González
María Luisa Muñoz González (Puente Genil, Còrdova, 6 de maig de 1959) és una atleta especialista en fons.

## Trajectòria esportiva
Durant la seva trajectòria esportiva ha format part de diversos clubs. Entre aquests, destaquen el Club Natació Barcelona, l’Integra2 de l’Hospitalet, la Universidad de Oviedo, el Canal Isabel II i el Club Atletisme Sant Boi. Entre els seus entrenadors es troben Domingo López, Paco Núñez i Luis Miguel Landa. Aconseguí els títols de campiona de Catalunya de 10.000 m (1990, 1991, 1993), de marató (1992) i de muntanya (2004, 2006). I també diversos rècords de Catalunya, com el de 3.000 m en pista coberta, el de 5.000 m, el de 10.000 m, el de mitja marató i el de marató. També fou campiona d’Espanya de mitja marató el 1993 i de marató el 2000, i en totes dues distàncies fixà les plusmarques estatals. Va participar en els Jocs Olímpics de Sydney (2000), en la prova de Marató, amb una marca de 2ː45ː40, convertint-se, juntament amb Alba Maria Alba Alarcó, en la primera atleta d'origen anadalús olímpica. Participà també en el Mundials de 1995 i 1999, i en els europeus de 1994 i 1998, a més de diverses edicions de la Copa del Món i europea de marató, i del Mundial de mitja marató. Amb la selecció espanyola assolí la segona posició per equips en la Copa del Món de marató (1993). A la Marató de Barcelona de 1992 arribà en 3a posició i fou la 1a atleta catalana.

## Millors marques
| Disciplina     | Temps    | Data                   | Lloc        |
| -------------- | -------- | ---------------------- | ----------- |
| 1.500 m. p.c.  | 4:43.29  | 1 de març de 2003      | València    |
| 3.000 m.       | 9:37.24  | 30 de maig de 1998     | Sevilla     |
| 5.000 m.       | 15:57.32 | 28 de juny de 1996     | Màlaga      |
| 10.000 m.      | 32:57.49 | 6 de juliol de 1996    | Gijón       |
| 10 km. en Ruta | 33:53    | 31 de desembre de 2000 | Barcelona   |
| 15 km. en Ruta | 55:07    | 24 de novembre de 2002 | Bilbao      |
| Mitja marató   | 1:12:04  | 27 d'agost de 2000     | Brussel·les |
| Marató         | 2:28:59  | 25 de febrer de 1996   | Sevilla     |